# PH 75 (вертолётоносец)
PH 75 — проект универсального атомного вертолётоносца ВМС Франции. Предназначался для противолодочной обороны сил флота и участия в десантных операциях. Разрабатывался с начала 1970-х годов, первый корабль проекта планировалось ввести в строй в 1980 году, однако финансовые трудности вынудили отказаться от планов закладки PH 75.

## Разработка
К разработке проекта PH 75 приступили в 1970 году, в связи со скорым списанием авианосца «Арроманш», который французский флот использовал в качестве десантного вертолётоносца. Первоначальные варианты были представлены проектами корабля водоизмещением от 20 000 до 22 000 тонн, длиной от 187 до 200 метров и доковой камерой в корме, для десантных катеров. Силовой установкой должна была стать паротурбинная мощностью 55 000 л.с., применявшаяся на эсминцах типа «Турвиль», что должно было обеспечить скорость хода 27 узлов. Все три первоначальных варианта должны были иметь ангар для вертолётов длиной 90 метров, что позволяло вместить 8 вертолётов «Супер Фрелон» и 18 вертолётов «Линкс». Предполагалось размещение 600 морских пехотинцев с лёгким вооружением.
Четвёртый вариант предусматривал сокращение размерности до 170 метров в длину, водоизмещение порядка 15 000 тонн, за счёт чего скорость возрастала до 28,5 узлов. Ангар мог вместить до 7 вертолётов «Супер Фрелон» и 16 «Линкс», количество морских пехотинцев на борту сокращалось до 450 человек.

## Конструкция
К 1975 году проект PH 75 был в целом подготовлен. Для обеспечения участия корабля в дальних десантных операциях он оснащался ядерной энергетической установкой, а также двумя резервными дизельными двигателями. Максимальная скорость хода должна была составить 28 узлов. Ангар длиной 84 метра, шириной 21 метр и высотой 6,5 метров рассчитывался на размещение 10 противолодочных вертолётов «Супер Фрелон» или 15 транспортно-десантных вертолётов «Пума» или 25 многоцелевых вертолётов «Линкс». Доставка вертолётов на полётную палубу осуществлялась двумя подъёмниками, размещавшимися по правому борту. Полётная палуба имела длину 202 метра и максимальную ширину 46 метров. Она обеспечивала одновременный взлёт восьми вертолётов.
Вооружение PH 75 предназначалось для самообороны от воздушного противника. Оно включало в себя две 100-миллиметровые универсальные установки Model 68 и две восьмиконтейнерные пусковые установки ЗРК «Кроталь». По другим данным, вместо 100-миллиметровых орудий предполагалась установка четырёх спаренных 40-миллиметровых автоматов «Бофорс».
Корабль был приспособлен для использования в качестве флагманского и имел помещения для 50 работников штаба. Количество морских пехотинцев на борту должно было составить 1000 человек, а при использовании дополнительных помещений — 1500 человек. PH 75 имел также обширные помещения и специальное оборудование для развёртывания на нём госпиталя.

## Дальнейшее развитие проекта и его свертывание
Планировалось заложить атомный вертолётоносец PH 75 в апреле 1975 года на верфи арсенала в Бресте, однако финансовые трудности вынудили отложить закладку. В дальнейшем были разработаны проекты PA 75, PA 78, PA 82 и PA 88. Смена аббревиатуры в названии была связана с изменением концепции корабля — вместо PH (фр. Porte-Helicoptires) он стал именоваться PA (фр. Porte-Aeronefs) и на нём предусматривалось базирование СВВП, то есть проект становился лёгким авианосцем. В итоге французские моряки пришли к выводу о недостаточной эффективности кораблей такого класса и предпочли развивать проект полноценного авианосца с самолётами горизонтального взлёта и посадки — будущий «Шарль де Голль».